# Casa Díaz-Cassou
La casa Díaz Cassou de Murcia (Región de Murcia, España), es uno de los inmuebles más representativos de la arquitectura modernista en la susodicha ciudad. Está catalogada como Bien de Interés Cultural

## Historia
Situada en la Calle Santa Teresa de la capital, se trata de una de las obras más significativas del modernismo en la ciudad de Murcia.
Es obra del arquitecto José Antonio Rodríguez (1868-1938), hecha por encargo del escritor y erudito murcianista Pedro Díaz Cassou (1843-1902).
La historia de la construcción de esta casa suscitó una larga polémica por parte de los dueños en contra del Ayuntamiento durante su periodo constructivo (desde junio de 1900 hasta 1906). 
Finalmente se solucionó con un acta de convenio firmada por ambas partes, en junio de 1906. Actualmente, y después de la última restauración, la Casa ha sido cedida temporalmente para la realización de exposiciones y actos culturales al Gobierno de la Región de Murcia.

## Arquitectura
J. A. Rodríguez compone sabiamente un chaflán en el ángulo principal del edificio, punto de unión de las dos fachadas del mismo, y moviéndose en él, proyecta y rompe la línea de la cornisa. En el centro organiza un limpio mirador semicircular rematado por una barandilla de hierro.
El interior de la casa recoge un amplio programa decorativo, realizado después de 1906. La obra pictórica es de Pedro García del Bosque (1907-1908).